# Agence de presse palestinienne
L'Agence de presse palestinienne, en arabe : وكالة الصحافة الفلسطينية, également appelée Safa News Agency (Safa) est une agence de presse palestinienne basée à Gaza. 

## Histoire
L'agence est lancée le 5 juillet 2009 et dirigée par Yasser Abu-Hin, qui dirigeait auparavant PalMedia, affiliée au Hamas,. Selon lui l'agence est indépendante et non affiliée au Hamas. Il décrit l'objectif de Safa comme étant de « dénoncer les crimes de l'occupation israélienne contre le peuple palestinien comme une priorité nationale ». Selon Wael Abdelal de l'université du Qatar, les dirigeants du Hamas qui travaillent dans des médias tels que Safa sont généralement réticents à déclarer publiquement l'affiliation des institutions médiatiques au Hamas.
Facebook a supprimé la page de l'agence en mars 2018 dans le cadre d'un blocage plus large des comptes palestiniens. Selon des militants palestiniens, Facebook a supprimé les comptes et pages de plus de 500 journalistesdepuis le début de l'année 2018.